# 王大雷
王大雷（1989年1月10日—），辽宁省大连市人，是中国职业足球守门员，效力于山东泰山 。现中國國家足球隊隊員，并于2024年6月出任队长。

## 职业生涯
2006年初，王大雷由于之前在国少队和国青队的出色表现，被刚刚收购了上海联城的投资人朱骏以200万元转会费签下，作为一个没有任何职业联赛出赛经验、刚满17岁的守门员，几乎是天价。2006年中超联赛第一轮，王大雷首发出场，年仅17岁60天，创下了中国顶级联赛最年轻门将的纪录。2006年夏季中国国家队在欧洲拉练热身时，主帅朱广沪将王大雷召入，当时他仅17岁136天，成为中国足球历史上最年轻的国脚之一。2007年初，王大雷在申花联城合并中进入上海申花，他也曾经被国际米兰和曼城等球队邀请试训，虽然都未最终签约，但是其潜力仍然得到欧洲强队的肯定。
此后，天赋过人王大雷的稳定性和张扬的性格经常遭到批评，在上海申花的主力位置也曾面临竞争，虽然在国奥队热身赛中也有出色表现，但是最终没有入选参加2008年北京奥运会的国奥队阵容。不过王大雷的能力仍然长期得到肯定，诸如曾经多年在申花的对手山东鲁能负责训练国门李雷雷的塞尔维亚守门员教练达尔科就曾将其视为中国最佳門将。2010年，王大雷凭借在联赛中的稳定表现，再次入选了备战2012年伦敦奥运会的国奥队，不但时隔近四年后重回国字号，也成为较罕见的入选两届国奥的适龄球员。
2012年8月底，王大雷时隔6年后再次入选进入中国国家队的集训名单，以备战9月份对阵瑞典和巴西的国际友谊赛。9月6日，王大雷在瑞典赫尔辛堡的奥林匹亚球场上演成年国家队的首秀，他在比赛中多次扑出对手的射门，最终全场被动的中国队仅以0比1不敌瑞典，赛后当选为此场比赛的最佳球员。
2014年1月2日，山东鲁能宣布王大雷与申花队友戴琳加盟。据透露，二人转会费总和为4000万人民币，王大雷的转会费为3000万人民币。
2019年-2024年，王大雷在中国国足未能作为首发门将出场。2023年6月16日，在中国队对阵缅甸队的比赛中，于比赛的第85分钟，王大雷作为替补登场，取替了场上的守门员颜骏凌。这一场比赛恰巧在他的家乡大连举行，赛后王大雷感谢教练扬科维奇给予他在家乡出场的机会。
2024年3月26日，王大雷在中国队与新加坡队的比赛中时隔8年再度入选首发名单。在中国队6月4日和6月11日的两场比赛中，王大雷担任队长。
2025年7月25日，王大雷在中国顶级联赛出场次数达到446场，超过汪嵩成为中国顶级联赛出场次数最多的球员。

## 荣誉

### 俱乐部

#### 上海申花
- A3冠军杯冠军：2007

#### 山东泰山
- 中国足球超级联赛冠军：2021
- 中国足协杯：2014、2020、2021
- 中国足球协会超级杯：2015

### 国家队

#### 中国国家少年足球队
- 亚足联U16少年锦标赛：2004

### 个人
- 亚足联U16少年锦标赛最有价值球员：2004
- 中国足球协会年度最佳新人：2006
- 中国足球协会年度最佳守门员：2014
- 中国足球超级联赛最佳阵容：2014
- 中国足球协会超级杯最有价值球员：2015
- 亚洲杯第一轮最佳阵容：2015年亚洲杯

## 轶事
王大雷非常喜爱篮球运动，2011年，出于对篮球巨星迈克尔·乔丹的崇拜，王大雷曾一度放弃了自己在俱乐部穿了四年象征主力守门员的1号球衣，而选择了23号，不过次年又改回了1号。